# Campionati mondiali di taekwondo 2009
I Campionati mondiali di taekwondo 2009 sono stati la 19ª edizione dei campionati mondiali di taekwondo, organizzati dalla World Taekwondo Federation, e si sono svolti a Copenaghen, in Danimarca, dal 14 al 18 ottobre 2009.

## Medagliati

### Maschile
| Specialità | Oro                           | Argento                     | Bronzo                                                |
| -54 kg     | Yeon-Ho Choi Corea del Sud    | Mahmood Haidari Afghanistan | Meisam Bagheri Iran / Chutchawal Khawlaor Thailandia  |
| 58 kg      | Joel González Bonilla Spagna  | Damián Villa Messico        | Mauro Crismanich Argentina / Sayed Rezai Afghanistan  |
| 63 kg      | Hyo-Seob Yeom Corea del Sud   | Reza Naderian Iran          | Javier Marrón Jiménez Spagna / Cem Uluğnuyan Turchia  |
| 68 kg      | Mohammad Bagheri Motamed Iran | Idulio Islas Messico        | Balla Dieye Senegal / Servet Tazegül Turchia          |
| 74 kg      | Joon-Tae Kim Corea del Sud    | Potvin Maxime Canada        | Mark López Stati Uniti / Mokdad Ounis Germania        |
| 80 kg      | Steven López Stati Uniti      | Nicolás García Hemme Spagna | Rashad Ahmadov Azerbaigian / Michaud Sebastien Canada |
| 87 kg      | Bahri Tanrıkulu Turchia       | Carlo Molfetta Italia       | Vanja Babić Serbia / Yusef Karami Iran                |
| +87 kg     | Daba Keita Mali               | Yun-Bae Nam Corea del Sud   | Arman Chilmanov Kazakistan / Hossein Tajik Iran       |

### Femminile
| Specialità | Oro                           | Argento                        | Bronzo                                                            |
| -46 kg     | Hyo-Ji Park Corea del Sud     | Zoraida Santiago Porto Rico    | Buttree Puedpong Thailandia / Yong Yvette Canada                  |
| 49 kg      | Brigitte Yagüe Enrique Spagna | Ana Soboleva Russia            | Yasmina Aziez Francia / Wu Jingyu Cina                            |
| 53 kg      | Danielle Pelham Stati Uniti   | Sarita Phongsri Thailandia     | Euda Carias Morales Guatemala / Eun-Kyung Kwon Corea del Sud      |
| 57 kg      | Yu Hou Cina                   | Veronica Calabrese Italia      | Andrea Rica Taboada Spagna / Pei Tseng Taiwan                     |
| 62 kg      | Su-Jeong Lim Corea del Sud    | Hua Zhang Cina                 | Estefanía Hernández García Spagna / Chonnapas Premwaew Thailandia |
| 67 kg      | Gwladys Épangue Francia       | Taimi Castellanos Estrada Cuba | Nikolina Kursar Norvegia / Sandra Šarić Croazia                   |
| 73 kg      | Ying Ying Hang Cina           | In-Jong Lee Corea del Sud      | Furkan Aydın Turchia / Anastasia Baryshnikova Russia              |
| +73 kg     | Rosana Simón Álamo Spagna     | Rui Liu Cina                   | Seol Jo Corea del Sud / Natália Silva Brasile                     |

## Medagliere
| Posizione | Paese         | Oro | Argento | Bronzo | Totale |
| --------- | ------------- | --- | ------- | ------ | ------ |
| 1         | Corea del Sud | 5   | 2       | 2      | 9      |
| 2         | Spagna        | 3   | 1       | 3      | 7      |
| 3         | Cina          | 2   | 2       | 1      | 5      |
| 4         | Stati Uniti   | 2   | 0       | 1      | 3      |
| 5         | Iran          | 1   | 1       | 3      | 5      |
| 6         | Turchia       | 1   | 0       | 3      | 4      |
| 7         | Francia       | 1   | 0       | 1      | 2      |
| 8         | Mali          | 1   | 0       | 0      | 1      |
| 9         | Italia        | 0   | 2       | 0      | 2      |
| 9         | Messico       | 0   | 2       | 0      | 2      |
| 11        | Thailandia    | 0   | 1       | 3      | 4      |
| 12        | Canada        | 0   | 1       | 2      | 3      |
| 13        | Afghanistan   | 0   | 1       | 1      | 2      |
| 13        | Russia        | 0   | 1       | 1      | 2      |
| 15        | Cuba          | 0   | 1       | 0      | 1      |
| 15        | Porto Rico    | 0   | 1       | 0      | 1      |
| 17        | Germania      | 0   | 0       | 1      | 1      |
| 17        | Argentina     | 0   | 0       | 1      | 1      |
| 17        | Azerbaigian   | 0   | 0       | 1      | 1      |
| 17        | Brasile       | 0   | 0       | 1      | 1      |
| 17        | Croazia       | 0   | 0       | 1      | 1      |
| 17        | Guatemala     | 0   | 0       | 1      | 1      |
| 17        | Kazakistan    | 0   | 0       | 1      | 1      |
| 17        | Norvegia      | 0   | 0       | 1      | 1      |
| 17        | Senegal       | 0   | 0       | 1      | 1      |
| 17        | Serbia        | 0   | 0       | 1      | 1      |
| 17        | Taiwan        | 0   | 0       | 1      | 1      |
|           | TOTALE        | 16  | 16      | 32     | 64     |